# Bruno Enei
Bruno Enei (Barra Bonita, 8 giugno 1908 – Ponta Grossa, 5 gennaio 1967) è stato un docente, politico e partigiano brasiliano.
Italianista, allievo di Attilio Momigliano, dal 1936 fu collaboratore di Aldo Capitini nell'antifascismo liberalsocialista in Umbria e comandante partigiano nella Resistenza. Nel 1950 tornò in Brasile, dove fu docente di letteratura italiana all'Università di Ponta Grossa. 

## Biografia
Nasce in Brasile da contadini marchigiani emigrati; primo di sei figli, nel 1917 la famiglia decide di farlo studiare in Italia: seminario a Fermo, liceo classico a Gubbio. Nel 1932 si iscrive alla facoltà di lettere e filosofia dell’Università di Pisa; allievo dell’italianista Attilio Momigliano, è compagno di stanza dello scrittore sardo Giuseppe Dessì in un convitto religioso, entrambi amici del normalista Walter Binni. Nel 1934 segue Momigliano all’Università di Firenze, dove si laurea nel 1936. Dopo il corso per allievi ufficiali a Perugia, dal 1937 è insegnante di lettere al Collegio degli Orfani e all’Istituto magistrale di Gubbio, quindi al magistrale di San Ginesio (Macerata); rifiutando di iscriversi al Partito Nazionale Fascista, non potrà partecipare a concorsi pubblici e insegnerà a lungo come supplente. 

### Antifascismo a Perugia
Dal 1936 fa parte del gruppo antifascista e poi liberalsocialista promosso da Capitini; nella sua abitazione perugina, in palazzo Calderini, si tengono le prime riunioni del comitato clandestino che dal 1936 riunisce antifascisti di varia tendenza politica, socialisti, comunisti, repubblicani, cattolici; insieme con Binni tiene i rapporti con i liberalsocialisti fiorentini. Tra i suoi allievi a Gubbio, Riccardo Tenerini e Primo Ciabatti, poi partigiani comunisti, che nel 1937 mette in contatto con Capitini. 
Nel 1939 si sposa con Maria Biancarelli, eugubina, laureata in lettere classiche all’Università di Roma, poi insegnante e dirigente dell’Unione Donne Italiane nel dopoguerra. Richiamato in guerra nel giugno 1940 con il grado di sottotenente, viene inviato sul fronte francese; nel 1941 è di stanza a Padova, in rapporto con il gruppo liberalsocialista di Antonio Giuriolo, poi comandante partigiano; viene quindi inviato sul fronte jugoslavo. Nel dicembre 1940 ha partecipato, a Perugia, alla costituzione della sottosezione umbra del Reale Istituto di Studi filosofici promossa da Averardo Montesperelli e Capitini. 
Nel 1943 aderisce al Partito Socialista Italiano di Unità Proletaria e, dopo l’8 settembre, è tra i promotori (13 settembre) della Brigata S. Faustino nella zona di Pietralunga. Nello stesso periodo organizza con Capitini e Binni la latitanza in Umbria di Attilio Momigliano, ebreo, a Città di Castello e in altre zone.

### Comandante partigiano

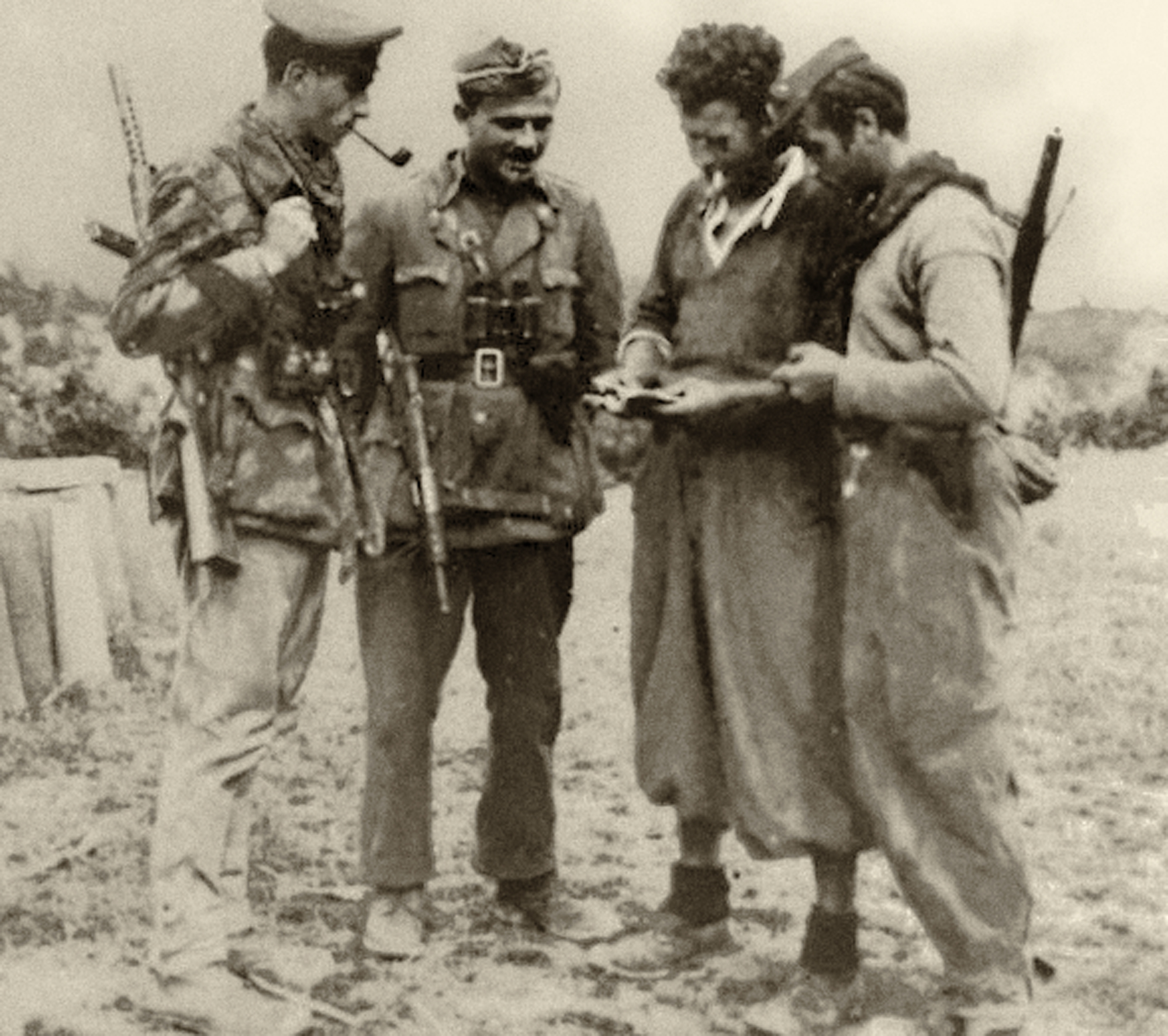
Da sinistra, Lamberto Olivari, Virgilio Riccieri, Bruno Enei e Vittorio Biagiotti, partigiani della brigata S. Faustino

Disgregata la prima formazione della brigata S. Faustino nel febbraio 1944 in seguito alla delazione dell’ex-confinato Giulio Baciotti, svolge un ruolo attivo nella sua riorganizzazione, facendovi confluire un gruppo di partigiani eugubini e comandando - con il nome di battaglia “Tito Speri” - uno dei quattro battaglioni della ricostituita Brigata S. Faustino Proletaria d’Urto. Il 28 aprile 1944 partecipa alla liberazione di Pietralunga, che per alcuni giorni sarà “zona libera”, e nel mese di maggio dirige numerosi attacchi a caserme repubblichine (ancora Pietralunga, Trestina e altre località tra Città di Castello e Gubbio) e azioni di sabotaggio sulle vie di collegamento tra Umbertide, Gubbio e le Marche.
Il 20 giugno, in attuazione di una decisione del comandante generale della brigata, Stelio Pierangeli (“Geo Gaves”), guida i suoi uomini verso Gubbio per liberarla, nello stesso giorno in cui Perugia viene liberata dagli inglesi. Informazioni errate sulla presenza tedesca a Gubbio, conflitti di ordine politico e organizzativo all’interno della brigata, tra brigata e Comitato Provinciale di Liberazione Nazionale (CPLN) e, soprattutto, la reazione nazifascista a un’azione del GAP eugubino (l’uccisione di un ufficiale tedesco nel Caffè Nafissi, mentre i partigiani della S. Faustino si stanno avvicinando alla città dal Monte Ingino) provocano un ennesimo episodio di “guerra ai civili” durante la ritirata tedesca: in una durissima rappresaglia, il 22 giugno, vengono massacrate quaranta persone di ogni età. Nei giorni successivi “Tito Speri” («tenente Enei from Brazil») è il referente degli alleati per la zona di Gubbio.

### La liberazione
Liberata Gubbio a metà luglio dalle truppe alleate, Enei fa parte con Binni della redazione del settimanale del CPLN, il «Corriere di Perugia», diretto da Capitini, dove cura il “Notiziario militare” sull’andamento della guerra in Italia e nel mondo e pubblica sistematici resoconti delle riunioni dei Centri di Orientamento Sociale promossi da Capitini, di cui è attivo organizzatore; contemporaneamente è dirigente del Partito Socialista Italiano di Unità Proletaria (PSIUP). Dall'ottobre 1944, dopo l’estromissione di Capitini dalla direzione del «Corriere di Perugia» e le dimissioni di Binni, è Enei a dirigere il giornale; i suoi articoli durissimi sulle esitazioni nell’epurazione e sulla necessità di superare il fascismo e le sue connivenze liberalproprietarie suscitano malumori democristiani, liberali e massonici all’interno del CPNL e in città: la direzione del «Corriere di Perugia» diventa collegiale, ma Enei continua a farne parte come rappresentante del PSIUP. Dall'aprile 1945 è vicesegretario del comitato provinciale dell’appena costituita Associazione Nazionale Partigiani d'Italia; ne è segretario Dario Taba, comunista, ex-commissario politico della brigata S. Faustino.

### Ritorno in Brasile
Nell'ottobre dello stesso anno comincia a girare a Gubbio la voce di una presunta responsabilità di Enei nella rappresaglia nazifascista del 22 giugno 1944; Enei ne ricostruisce la dinamica in due articoli su «Battaglie liberali». Dirigente del PSIUP, nel 1946 svolge un ruolo attivo nella campagna per le elezioni comunali, per il referendum istituzionale e per l'Assemblea Costituente. Nel 1947, dopo la scissione di Palazzo Barberini, come Binni non entra né nel PSI di Pietro Nenni né nel PSLI di Saragat. Capitini è già stato rimosso, alla fine del 1946, dall’incarico di commissario straordinario dell'Università per Stranieri ed è tornato alla Scuola Normale Superiore di Pisa. Il clima di restaurazione è pesante. Nel 1950 Enei torna in Brasile, seguito dalla famiglia nel 1952. Insegnerà letteratura italiana in un liceo e poi all’Università di Ponta Grossa, pubblicando studi critici e svolgendo un’intensa attività didattica, incontrando ricorrenti difficoltà per ragioni ideologiche e politiche, nel Brasile dei colpi di stato e delle dittature militari. Muore d’infarto al funerale di un amico l’8 gennaio 1967.